# Einsatzkommando Tilsit
L'Einsatzkommando Tilsit fu un gruppo delle SS formato dall'unione delle forze dell'Ufficio di Polizia di Stato di Tilsit e della Polizia dell'Ordine di Memel, comunemente annoverato tra le SS-Einsatzgruppen. Dal giugno 1941, con l'inizio dell'operazione Barbarossa fino alla fine di settembre 1941, secondo il rapporto di Walter Stahlecker, uccisero complessivamente 5.502 persone: ebrei, sospetti comunisti e, sulla base dell'ordine del commissario, prigionieri di guerra sovietici.
Inoltre, il servizio di sicurezza partecipò alle azioni del commando Tilsit, dei membri della Wehrmacht e delle Waffen-SS, nonché degli agenti di polizia lituani locali e Weißbändler (termine collettivo che indicò i "partigiani" nazionalisti lituani e antisovietici). Con il massacro di Gargždai compiuto dall'Einsatzkommando, iniziarono le fucilazioni di massa sistematiche della popolazione ebraica (inizialmente solo i maschi adulti) da parte delle Einsatzgruppen. La situazione del comando in cui furono eseguiti gli omicidi non può essere determinata con certezza ed è ancora oggetto delle interpretazioni storiche.

## Formazione e attività
L'Einsatzkommando Tilsit, guidato da Hans-Joachim Böhme, fu creato ad hoc per il massacro di Gargždai del 24 giugno 1941. Böhme fu a capo della stazione di polizia di Tilsit con circa 60-65 uomini, e del commissariato di polizia di Memel. Böhme e Werner Hersmann, comandanti della sezione SD di Tilsit, decisero il 23 giugno di chiamare la polizia di Memel sotto il comando di Bernhard Fischer-Schweder. Böhme testimoniò in tribunale che inizialmente, nella notte tra il 21 e il 22 giugno 1941, l'Ufficio di sicurezza del Reich (RSHA) diede l'ordine per il "trattamento speciale" (Sonderbehandlung), cioè l'assassinio di ebrei e comunisti. Walter Stahlecker, comandante dell'Einsatzgruppe A, si recò a Tilsit intorno alle 20:00 del 22 giugno e ordinò a Böhme di assassinare gli ebrei, (uomini, donne e bambini) e i lituani "sospettati di comunismo" per una fascia di circa 25 km dietro il confine, sottolineando che si trattava di un ordine del Führer, cosa che Böhme fece confermare all'RSHA.
Il 1º luglio 1941, Böhme riferì all'Ufficio RSHA che l'operatività dell'azione fu "discussa con il SS-Brigadefuhrer Stahlecker il 24 giugno, che aveva dichiarato in linea di principio il suo accordo sulle operazioni di pulizia". Il 25 giugno, a Memel, "si stabilisce un contatto" con il leader dell'Einsatzkommando 1A, Martin Sandberger, e si conviene che "lungo l'ex confine sovietico, in un'area a 25 km dal confine, tutte le azioni ritenute necessarie saranno svolte nella forma stabilita in precedenza."
Gli Einsatzkommandos 1B e 3 furono in realtà i responsabili della striscia di confine in cui operava la Einsatzkommando Tilsit, che il 23 giugno da Pretzsch sull'Elba spostarono la maggior parte delle loro forze nell'"area pronta" di Danzica. Il 30 giugno Heinrich Himmler e Reinhard Heydrich si recarono ad Augustów, dopo il massacro commesso dall'Einsatzkommando A.
Il rapporto del 1º luglio dell'Einsatzkommando afferma:"Il Reichsfuhrer SS [Himmler] e il Gruppenfuhrer [Heydrich], che si trovavano lì, furono informati delle misure adottate dalla Polizia di Stato di Tilsit e le approvarono integralmente". Heydrich spiegò successivamente nell'ordine n° 6 del 4 luglio 1941 che la stazione di polizia di Tilsit (accanto all'Allenstein Stapo e alla polizia di sicurezza e all'SD di Cracovia) fu autorizzata a dare il cambio all'Einsatzgruppen e "soprattutto" a garantire la loro libertà di movimento nelle "aree recentemente occupate di fronte alle sezioni di confine per effettuare le operazioni di pulizia".
Il rapporto sull'evento n° 26 del 18 luglio 1941 riporta 3.302 persone uccise dalla Einsatzkommando Tilsit fino a quella data. Tra la fine di luglio e l'inizio di agosto, la Einsatzkommando uccise anche le donne, i bambini e gli anziani ebrei: il fatto che tali vittime siano solo menzionate in alcuni rapporti di questo periodo può essere visto come l'indicazione che in alcuni luoghi la popolazione ebraica maschile era già stata spazzata via.

### Processo della task force di Ulm
Nel processo Ulm Einsatzgruppen del 1958, dieci partecipanti all'Einsatzkommando Tilsit, tra cui Böhme, Fischer-Schweder e Hersmann, furono condannati a pene detentive ciascuno per "favoreggiamento dell'omicidio collettivo".

## Storia dell'interpretazione della situazione di comando
Gli storici Helmut Krausnick e Hans-Heinrich Wilhelm, nella loro opera The Troops of the World View War, seguirono il resoconto di Böhme alla pari dell'ordine di assassinare gli ebrei da parte della RSHA. Il tribunale di Ulm, per il quale lo stesso Krausnick fornì una perizia, classificò queste affermazioni come "inconfutabili".
Wilhelm descrive il processo in modo tale che la Einsatzkommando Tilsit, come subordinata all'Einsatzgruppe A, ricevette gli ordini immediatamente prima dell'inizio del massacro a Gargždai nel corso della formazione dell'Einsatzkommando. Krausnick presume che le Einsatzgruppen abbiano ricevuto un "ordine fondamentale per eliminare gli ebrei il più precisamente possibile" prima del 22 giugno 1941, e che questo ordine fosse basato su un altro ordine speciale dato direttamente da Hitler nella prima metà del marzo 1941. Fece riferimento al resoconto di Böhme secondo cui Stahlecker affrontò tali obiezioni sottolineando che si trattava di un ordine del Fuhrer. La tesi di Krausnick di un ordine di sterminio completo si basava sulla ricostruzione delle istruzioni impartite alla Einsatzkommando Tilsit, che doveva servire come chiave per chiarire l'intero complesso di emissione degli ordini. Secondo Konrad Kwiet, alcuni dubbi sulla credibilità dell'affermazione di Böhme e sull'esistenza di un tale ordine furono espressi per la prima volta nel 1987 da Alfred Streim: fu sottolineato che un ordine per l'omicidio degli ebrei all'inizio dell'operazione Barbarossa non è dimostrabile con certezza e che l'omicidio sistematico di donne e bambini ebrei iniziò solo nell'agosto 1941.
Peter Longerich lamenta che "il presunto ordine di sterminio completo rappresenta un'interpretazione del tribunale che non trova riscontro nelle dichiarazioni rese da Böhme durante l'indagine preliminare". Il primo dispiegamento della Einsatzkommando Tilsit a Gargždai fu dovuto a una richiesta della Wehrmacht.
Le ricerche più recenti sul rapporto dell'ufficio di Tilsit del 1º luglio 1941, dal Centro archivi di Mosca per la documentazione storica, risaltano maggiormente i dubbi sulla descrizione di Böhme di un ordine emanato da Stahlecker, poiché questo rapporto suggerisce l'idea di una iniziativa intrapresa da Böhme, a cui Stahlecker e poi Himmler e Heydrich reagirono in modo favorevole. Lo storico Christoph Dieckmann sottolinea che tale iniziativa permise a Böhme di salire alla posizione di comandante di tale Einsatzkommando.